# جنا مانس
 جنا مانس (انگلیسی: Janel Manns؛ زاده ۲۸ مهٔ ۱۹۶۶) یک تنیس‌باز اهل استرالیا است.